# Eastern Professional Basketball League 1947-1948
La stagione EPBL 1947-48 fu la 2ª della Eastern Professional Basketball League, la prima con la nuova denominazione. Parteciparono 8 squadre in un unico girone.
Rispetto alla stagione precedente si aggiunsero gli Harrisburg Senators, i Philadelphia Lumberjacks, i Sunbury Mercuries e i Williamsport Billies. I Pottsville Pros divennero i Pottsville Packers. I Wilkes-Barre Barons passarono nella ABL. Gli Allentown Rockets scomparvero.

## Squadre partecipanti
- Harrisburg Senators
- Hazl. Mount.ers
- Lancaster R. Roses
- Philadelphia Lumberjacks
- Pottsville Packers
- Reading Keys
- Sunbury Mercuries
- Williamsport Billies

## Classifica
| Squadra                  | V  | P  | %    | GB  |
| ------------------------ | -- | -- | ---- | --- |
| Reading Keys             | 19 | 9  | 67,9 | -   |
| Pottsville Packers       | 19 | 9  | 67,9 | -   |
| Hazleton Mountaineers    | 18 | 10 | 64,3 | 1   |
| Lancaster Red Roses      | 14 | 14 | 50,0 | 5   |
| Sunbury Mercuries        | 13 | 15 | 46,4 | 6   |
| Harrisburg Senators      | 11 | 16 | 40,7 | 7,5 |
| Williamsport Billies     | 9  | 18 | 33,3 | 9,5 |
| Philadelphia Lumberjacks | 8  | 20 | 28,6 | 11  |

## Play-off

### EPBL First Place Playoff
|  | Pottsville Packers | 60 – 57 | Reading Keys |  |

### Semifinali
|  | Pottsville Packers | 53 – 50 | Hazleton Mountaineers |  |

|  | Hazleton Mountaineers | 62 – 58 | Pottsville Packers |  |

|  | Hazleton Mountaineers | 50 – 48 | Pottsville Packers |  |

|  | Lancaster Red Roses | 83 – 73 | Reading Keys |  |

|  | Reading Keys | 64 – 57 | Lancaster Red Roses |  |

|  | Reading Keys | 71 – 65 | Lancaster Red Roses |  |

### Finale
|  | Hazleton Mountaineers | 61 – 53 | Reading Keys |  |

|  | Reading Keys | 69 – 59 | Hazleton Mountaineers |  |

|  | Reading Keys | 54 – 52 | Hazleton Mountaineers |  |

### Tabellone
|  | Semifinali | Semifinali | Semifinali |          |         | Finale  | Finale | Finale |  |
|  |            |            |            |          |         |         |        |        |  |
|  | 1          | Reading    | 2          |          |         |         |        |        |  |
|  | 1          | Reading    | 2          |          |         |         |        |        |  |
|  | 4          | Lancaster  | 1          |          |         |         |        |        |  |
|  | 4          | Lancaster  | 1          |          | Reading | Reading | 2      |        |  |
|  |            |            |            |          | Reading | Reading | 2      |        |  |
|  |            |            | Hazleton   | Hazleton | 1       |         |        |        |  |
|  | 3          | Hazleton   | Hazleton   | Hazleton | 1       | 2       |        |        |  |
|  | 3          | Hazleton   |            |          |         |         |        |        |  |
|  | 2          | Pottsville | 1          |          |         |         |        |        |  |

## Vincitore
| Campione EPBL 1948       |
| ------------------------ |
| Reading Keys (1º titolo) |